# Magliaso
Magliaso ist eine politische Gemeinde im Kreis Magliasina im Bezirk Lugano des Kantons Tessin in der Schweiz.

## Geographie
Das Dorf liegt auf 287 m ü. M. am rechten Ufer des Luganersees, 5 km südwestlich von Lugano und 2,5 km nördlich der Station Ponte Tresa TI der Linie Ponte Tresa-Lugano.
Die Nachbargemeinden sind im Norden Neggio und Agno TI, im Osten Collina d’Oro, im Süden Caslano und im Westen Pura TI.

## Geschichte
Magliaso wird erstmals 769 als Maliacis erwähnt. 854 wurde es als de vico Maliaci erwähnt.
In der Zeit der Longobarden besass das Kloster San Pietro in Ciel d’Oro in Pavia einen Bauernhof in Magliaso. Der Ursprung der alten Kirche San Quirico (1033 erwähnt) und der Burg San Giorgio ist nicht bekannt. Magliaso war für fast zwei Jahrzehnte (1098–1117) die Heimat des schismatischen Bischofs von Como, Landolfo Carcano, der von Kaiser Heinrich IV. (HRR) gegen Papst Gregor VII. als Bischof ernannt wurde. Das Schloss wurde 1117 von Como belagert und erobert, der spätere Verbleib Landolfos ist unsicher, möglicherweise wurde er deportiert oder ermordet. Dies führte zu einem zehnjährigen Krieg zwischen Como und Mailand.
Das romanische Fresko auf dem Südturm stammt aus der gleichen Zeit und ist eines der wenigen weltlichen romanischen Werke in der Schweiz. Im 13. Jahrhundert ging die Burg in den Besitz eines Zweiges der Rusca-Familie von Como über. Carlo Corrado Beroldingen, Kanzler der Knechtschaft von Lugano, erwarb die souveränenRechte über das Dorf im Jahre 1668. Er hatte die Pfarrkirche gebaut und ersetzte die verfallenden Ruinen des Schlosses durch einen kunstvollen Palast.
Mitte des 19. Jahrhunderts wurde auf Grund des Gesetzes zur Bekämpfung der Heimatlosigkeit eine jenische Familie eingebürgert.
Es gab früher viele isolierte Bauernhöfe und Mühlen entlang des Bewässerungskanals, was typisch für die vorindustrielle Wirtschaft war. Die Gemeinde erlebte eine starke Auswanderung in die Lombardei, nach Südamerika und während des Zweiten Weltkriegs in die Zentralschweiz. Die immer mageren Besitzungen der Vicinia wurden 1863 verkauft. Zu Beginn des 21. Jahrhunderts sind grosse Flächen des Tales und entlang des Sees mit Wohngebieten bebaut. Während der Dienstleistungssektor der wichtigste Wirtschaftssektor in Magliaso ist, ist die touristische Infrastruktur kaum gewachsen. Am Fusse des Berges wurde ein Golfplatz angelegt.

## Bevölkerung
Einwohnerzahlen: Volkszählungsdaten

## Sehenswürdigkeiten

Magliaso. Historisches Luftbild von Werner Friedli (1950)

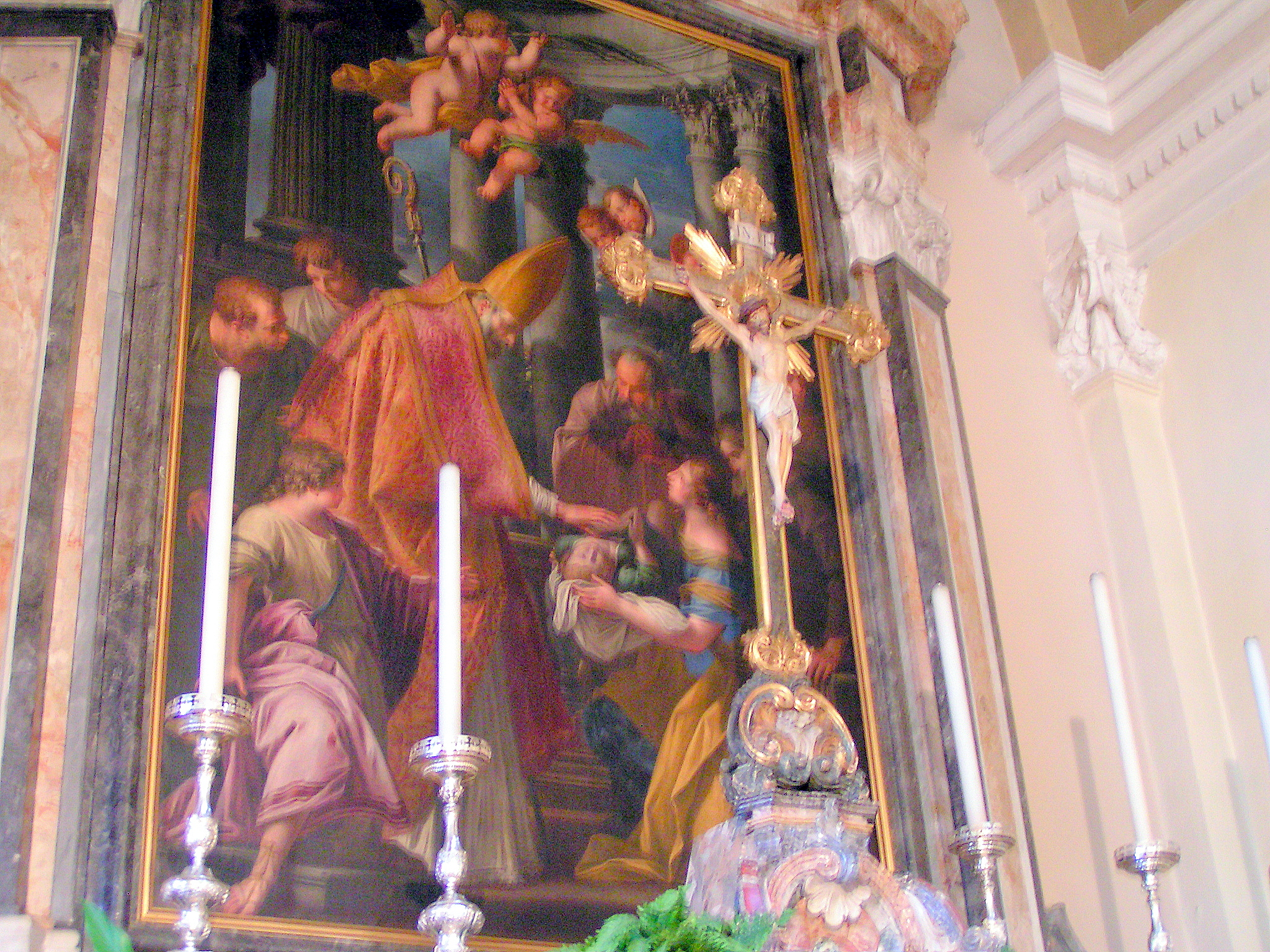
Pfarrkirche, Gemälde Miracolo di San Biagio des Malers Giovanni Ghisolfi

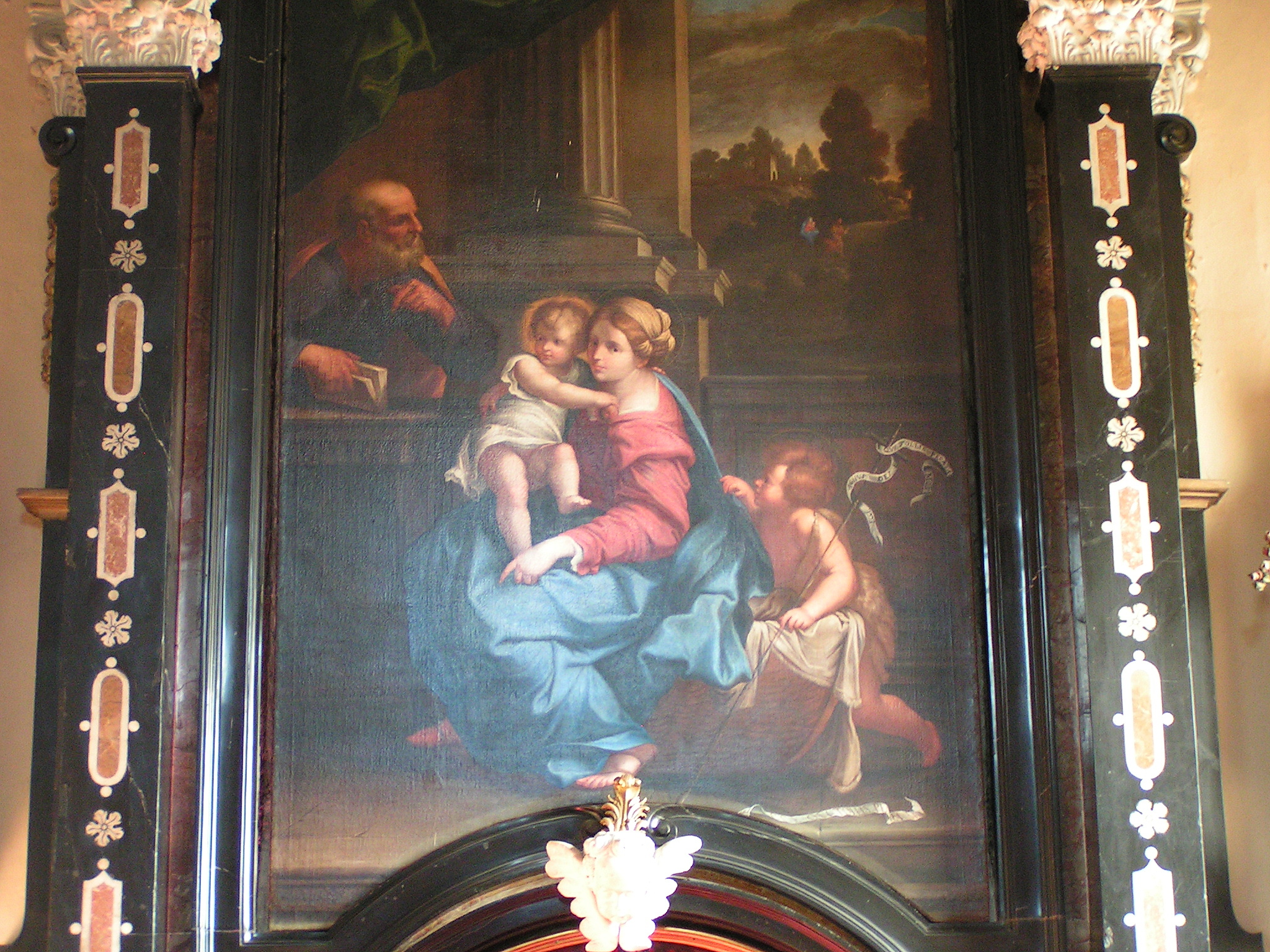
Sacra Famiglia e San Giovannino des Malers Antonio Busca

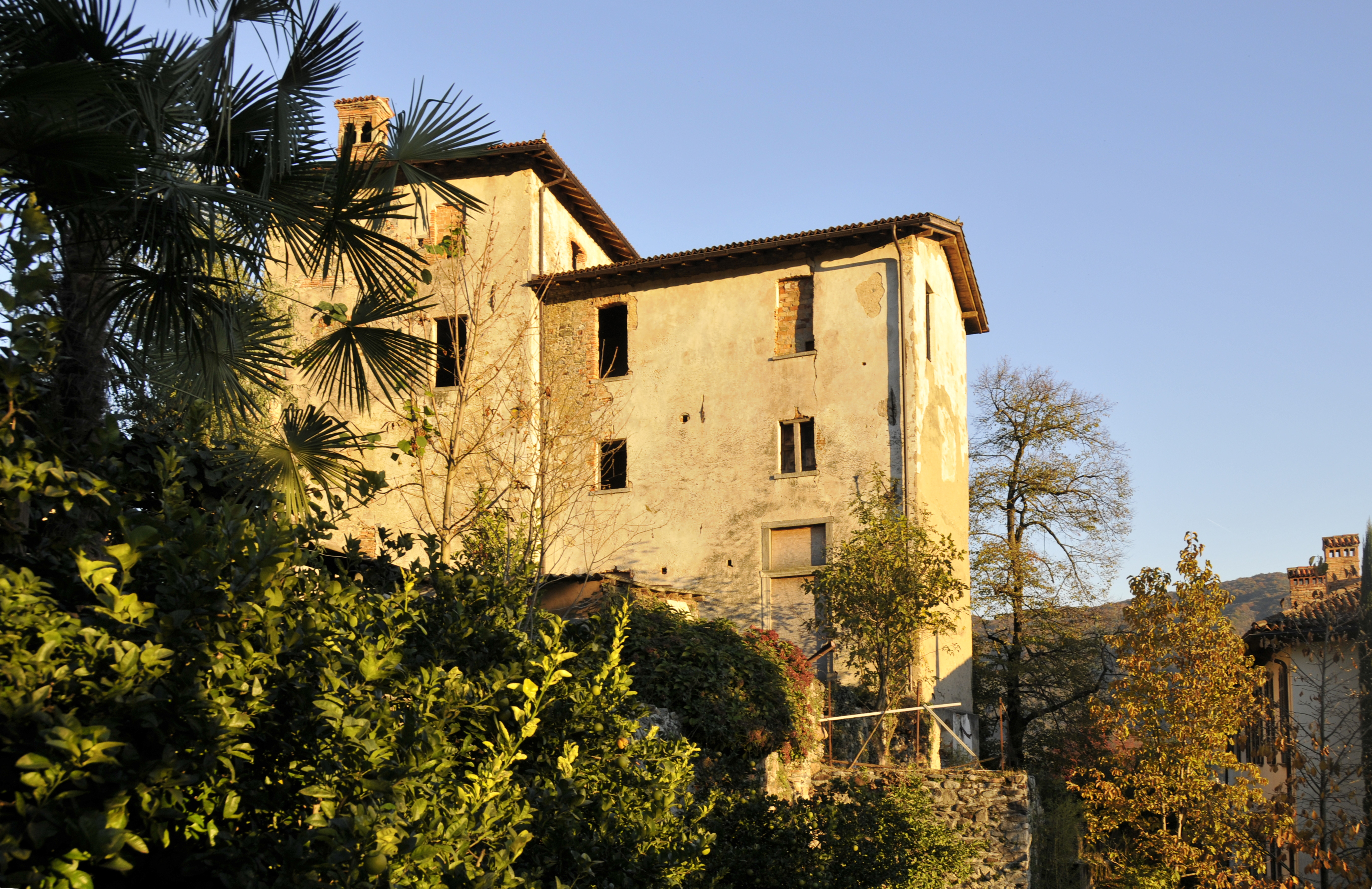
Wohnturm der ehemaligen Burg Castello di San Giorgio

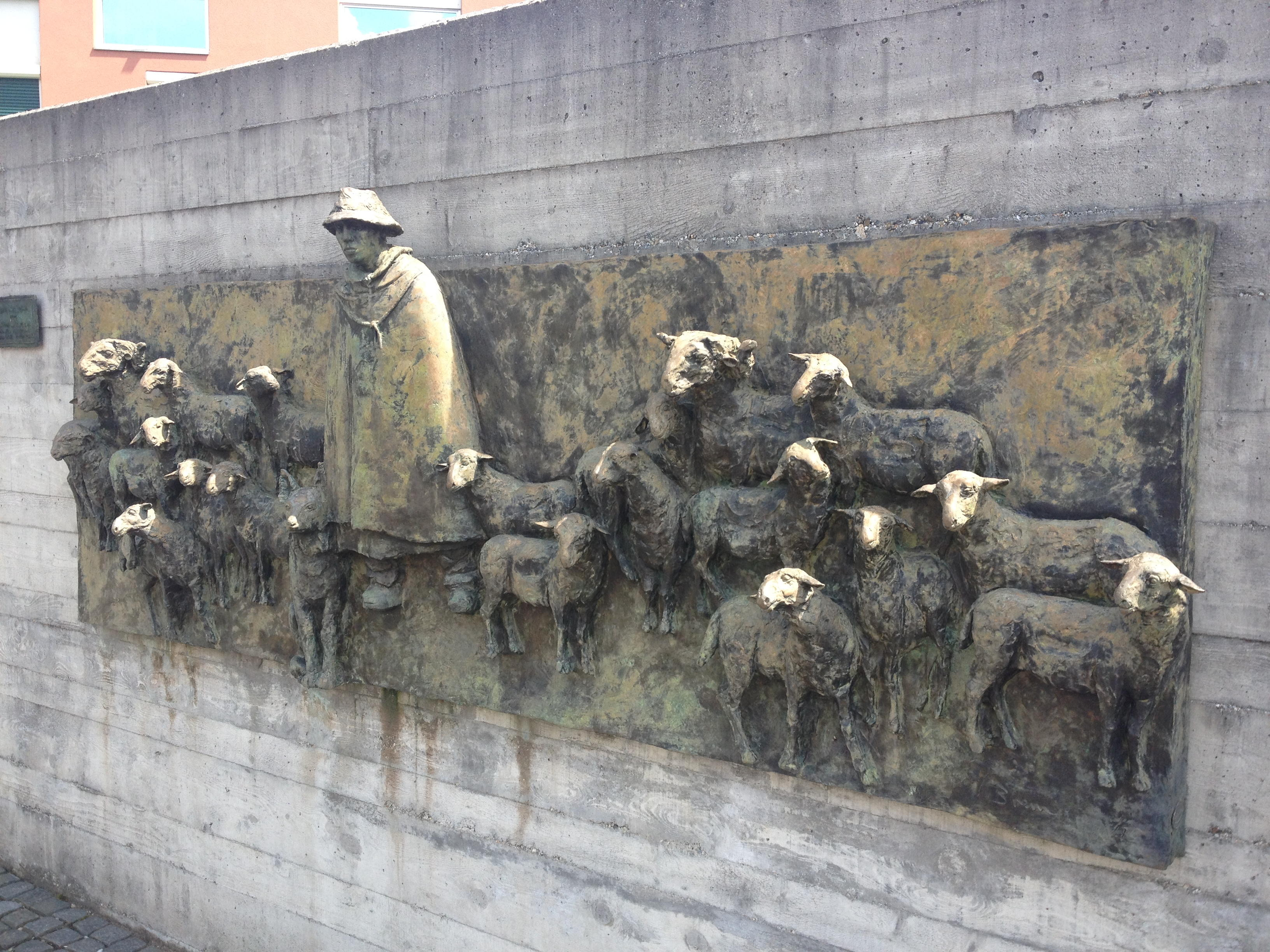
Relief Hirt und Herde von Rolf Brem vor dem Centro Evangelico Magliaso

- Pfarrkirche Santi Biagio und Macario mit Gemälden von Giovanni Ghisolfi und Antonio Busca[9]
- Pfarrhaus, Innenraum mit Fresken von Francesco Antonio Giorgioli[9]
- Freitreppe vor der Kirche[9]
- Oratorium Beata Vergine di Caravaggio[9]
- Schloss San Giorgio, erstmals erwähnt 1033[9]
- Kapelle Santa Maria Goretti[9]
- Villa Ivy im Liberty-Stil (1910)[9]
- Wohnhaus mit Dekorationsmalereien von Vittorino Albisetti (1935)[9]
- Villa (1931), Architekt Tomamichel, mit Dekorationsmalereien von Otto Perlasca (1932/1933)[9]
- Mühle und Pressegebäude[9]
- Mühle dei Bött[9]
- Grosmühle (cartiera) (1759–1875)[9][10]
- Golf- und Gästehaus La Magliasina (heute geschlossen), Via Vedeggi 38, vor 1929 für den Golf Club Lugano erbaut vom deutschen Architekten und Gestalter Fritz August Breuhaus de Groot[9]
- Palazzo Quadri dei Vigotti (Anfang 19. Jahrhundert)[9]
- Villa La Radura (1943), in Via Muraglione, Architekt: Orfeo Amadò[9]
- Wohnhaus Wolk (1975/1977), in der Via Lago 3, Architekt: Dolf Schnebli[9]
- Relief Hirt und Herde von Rolf Brem vor dem Centro Evangelico Magliaso, Bronze 360 × 110 cm[9]

## Sport
- Unione Sportiva Magliaso-Vernate[11]